# Robert Descamps
Robert Descamps, né le 11 janvier 1920 à Paris 20e et mort le 30 mai 2000 à Doué-la-Fontaine, est un journaliste sportif français, spécialisé notamment dans le cyclisme.

## Biographie
Le nom de Robert Descamps n'est pas connu des lecteurs de la presse sportive avant 1961. Il est sténographe de presse quand il entre, en 1946,  en tant que reporter, à l'Agence France-Presse. De suite il appartient  à la rédaction sportive de l'Agence. En 1954, il passe au service des reportages de l'A.F.P. Il « couvre » les grands événements  sportifs tels les Jeux olympiques. Ses spécialités sont le cyclisme, le rugby, et les sports de glisse.
Il suit le Tour de France à partir de 1955. Il suit aussi la Course de la Paix, où il est, avec Émile Besson un des rares journalistes français à s'y aventurer avant 1960.

### AuMiroir du cyclisme
Dès le numéro 1 (formule mensuelle), de janvier 1961, il est parmi les collaborateurs du magazine mensuel Miroir du cyclisme. Il y signe un article de 3 pages documentés de tableaux récapitulatifs sur la Fédération française de cyclisme et le Président que celle-ci venait d'élire. La « méthode Descamps » est là, dans une documentation rigoureuse et systématique. Ainsi le lecteur prend connaissance des 21 « Présidents successifs de la F.F.C. depuis 1880 », et de l'inventaire de la Fédération à l'aube de l'année 1961: « 39 813 licenciés, en progrès sur l'année précédente où on en enregistrait 39 256 licences, dont 3 782 "cadets", 34 "féminines", 146 "professionnels", 13 058 "amateurs", 4 680 "indépendants", " 326 "cyclo-sportifs", 51 " directeurs sportifs de vélodromes", 23 "directeurs sportifs de marques", etc. et 16 325 " dirigeants". »
Le numéro 3 du magazine présente le Comité de rédaction du nouveau-né : Robert Descamps fait partie du Comité de rédaction de Miroir du cyclisme, placé sous la direction de Maurice Vidal, directeur, et de Abel Michéa, rédacteur en chef. Il va se spécialiser dans le recollement des palmarès des courses et des coureurs, dans des rubriques aux noms divers avant de devenir « L'armoire aux souvenirs », puis « Encyclopédie du cyclisme de A à Z ».

### «L'encyclopédiste du cyclisme»
Conçue sous la forme d'un poster plié en quatre au milieu du "Miroir", dont une face est une photo et l'autre une Encyclopédie, « l'Encyclopédie du cyclisme » de Miroir du cyclisme, commence sa publication à partir du no 152 de février 1972. Le poster est consacré à Louison Bobet, et la première notice de la lettre "A", concerne le mot "Abandon".... Lorsque pour probable cause de retraite, le nom de Robert Descamps n'apparaît plus dans la revue, l'encyclopédie a atteint la lettre "R". La notule porte sur "Rivière Roger". Le dernier poster au dos duquel Robert Descamps soit présent est celui du coureur cycliste soviétique Sergueï Soukhoroutchenkov. De "Louison" à "Soukho", le hasard résume l'évolution du vélo.  Le Miroir du cyclisme en est à son numéro 294 de décembre 1980. Sans Robert Descamps, mais avec sans doute sa documentation, l'Encyclopédie du cyclisme, la première du genre, continue jusqu'à "Z", "ZW", "Zweifel", coureur suisse, au dos d'un poster "Claude Criquielion", coureur belge. Le Miroir du cyclisme affiche le numéro 359, d'octobre 1984. Son « Encyclopédie » a eu 147 livraisons, soit 588 pages grand format, et près de 2940 « entrées » dont beaucoup sont accompagnées de photographies. 
Le nom de l'encyclopédiste « Robert Descamps » ne figure dans aucune encyclopédie cycliste